# Championnats du monde d'escrime 1979
Navigation
Édition précédente Édition suivante
Les championnats du monde 1979 se sont déroulés du 18 au 28 août 1979 à Melbourne en Australie. Ils sont organisés par la Fédération australienne d'escrime sous l’égide de la Fédération internationale d'escrime.

## Épreuves
La compétition comprend cette année-là 8 épreuves (deux féminines et 6 masculines) :
- Féminines
  - Fleuret individuel
  - Fleuret par équipe
- Masculines
  - Fleuret individuel
  - Fleuret par équipe
  - Epée individuelle
  - Epée par équipe
  - Sabre individuel
  - Sabre par équipe

## Médaillés
| Épreuves           | Or | Argent                                                                                                  | Bronze                                                                                              |
| ------------------ | --- | --- | --------------------------------------------------------------------------------------------------- |
| Épée               | | | |
| Hommes individuel  | Philippe Riboud                                                                                                   | Ernő Kolczonay                                                                                          | Leszek Swornowski                                                                                   |
| Hommes par équipes | Union soviétique- Ashot Karagyan - Boris Lukomskiy - Leonid Dunayev - Aleksandr Abushakhmetov                     | Allemagne de l'Ouest- Alexander Pusch - Elmar Borrmann - Adrian Germanus - Hanns Jana                   | Suisse- Patrice Gaille - Daniel Giger - Christian Kauter - Michel Poffet - François Suchanecki      |
| Fleuret            | | | |
| Hommes individuel  | Aleksandr Romankov                                                                                                | Pascal Jolyot                                                                                           | Fabio Dal Zotto                                                                                     |
| Hommes par équipes | Union soviétique- Aleksandr Romankov - Volodymyr Smyrnov - Sabirzhan Ruziyev - Vladimir Lapitski - Sergey Kosenko | Italie- Andrea Borella - Fabio Dal Zotto - Federico Cervi - Mauro Numa - Carlo Montano                  | Allemagne de l'Ouest- Matthias Behr - Harald Hein - Thomas Bach - Klaus Reichert - Matthias Gey     |
| Femmes individuel  | Cornelia Hanisch                                                                                                  | Valentina Sidorova                                                                                      | Ildikó Schwarczenberger                                                                             |
| Femmes par équipes | Union soviétique- Elena Belova - Valentina Sidorova - Irina Ushakova - Nailya Gilyazova - Hanna Dmytrenko         | Hongrie- Ildikó Schwarczenberger - Edit Kovács - Zsuzsanna Szőcs - Gertrúd Stefanek - Magda Maros       | Allemagne de l'Ouest- Cornelia Hanisch - Ingrid Losert - Sabine Bischoff - Ute Wessel - Jutta Höhne |
| Sabre              | | | |
| Hommes individuel  | Vladimir Nazlymov                                                                                                 | Viktor Krovopuskov                                                                                      | Mikhaïl Bourtsev                                                                                    |
| Hommes par équipes | Union soviétique- Vladimir Nazlymov - Viktor Krovopuskov - Mikhaïl Bourtsev - Viktor Sidyak - Nikolaï Alekhine    | Italie- Michele Maffei - Mario Aldo Montano - Gianfranco Dalla Barba - Marco Romano - Ferdinando Meglio | Pologne- Jacek Bierkowski - Dariusz Wódke - Andrzej Kostrzewa - Janusz Kondrat - Tadeusz Piguła     |

## Tableau des médailles
| Rang | Nation               | Or | Argent | Bronze | Total |
| ---- | -------------------- | -- | ------ | ------ | ----- |
| 1    | Union soviétique     | 6  | 2      | 1      | 9     |
| 2    | Allemagne de l'Ouest | 1  | 1      | 2      | 4     |
| 3    | France               | 1  | 1      | 0      | 2     |
| 4    | Italie               | 0  | 2      | 1      | 3     |
| 5    | Hongrie              | 0  | 2      | 1      | 3     |
| 6    | Pologne              | 0  | 0      | 2      | 2     |
| 7    | Suisse               | 0  | 0      | 1      | 1     |